# Les Boucaniers d'eau douce
Les Boucaniers d'eau douce est une émission de télévision jeunesse ontarienne en 52 épisodes de vingt minutes produite en 1978 et diffusée sur TVOntario et aussi sur la station CBLFT Toronto de la Télévision de Radio-Canada. Elle a été rediffusée à partir de janvier 1984 sur TVJQ.
Les auteurs étaient Henriette Major et Pierre Brassard.

## Synopsis
L'émission était destinée à apprendre le français aux enfants franco-ontariens ou comme langue seconde.

## Présentateurs
Les boucaniers étaient Yvan, Isabelle et Robert et leur bateau s'appelait « Le Mouton blanc ».
Ils étaient accompagnés dans leurs aventures par deux marionnettes : un raton-laveur et une bernache (outarde ou oie du Canada).

## Produits dérivés
- Trois livres, un microsillon[2]…